# Thorrenc
Thorrenc – miejscowość i gmina we Francji, w regionie Owernia-Rodan-Alpy, w departamencie Ardèche.
Według danych na rok 1990 gminę zamieszkiwały 152 osoby, a gęstość zaludnienia wynosiła 41 osób/km² (wśród 2880 gmin regionu Rodan-Alpy Thorrenc plasuje się na 1470. miejscu pod względem liczby ludności, natomiast pod względem powierzchni na miejscu 1606.).
- Thorrenc village